# 北鎌倉女子学園中学校・高等学校
北鎌倉女子学園中学校・高等学校（きたかまくらじょしがくえん ちゅうがっこう・こうとうがっこう）は、神奈川県鎌倉市にある全日制の私立中学校・高等学校である。

## 概要
中学校は普通コースと音楽コース、高校は普通科と音楽科、それぞれを設置する。中学校・高校ともに入学者選抜を実施し、中学入学者から中高一貫教育を施す。制服を従来のセーラー服からコシノジュンコがデザインしたブレザーへ2019年度に変更した。

## 設置課程（高等学校）
- 普通科
  - 普通科普通コース
    - 文理進学コース

  - 普通科特進コース
    - 特進文系コース
    - 特進理系コース
- 音楽科
  - ピアノ専攻
  - 声楽専攻
  - 弦楽器専攻
  - 管楽器専攻
  - 打楽器専攻
  - 作曲専攻
  - 音楽総合専攻

### 普通科
入学試験時に、普通科普通コースと普通科特進コースに分かれる。学級編制は、1年次は両コースともに文理混合で2年次から分かれ、外部生と内部生は1年次から混合で編成する。

### 音楽科
1クラスのみが3年間同一で編成され、本校中学の音楽コースから進学した内部生と外部性は1年次から混合で編成する。

## 沿革
- 1940年（昭和15年）3月 - 財団法人北鎌倉高等女学校として額田豊により創立される。
- 1948年（昭和23年）4月 - 北鎌倉高等学校と改称、併設中学校を置く。
- 1968年（昭和43年）4月 - 音楽科を設置する。
- 1978年（昭和53年）9月 - 学校名を北鎌倉女子学園高等学校へ変更する。
- 2019年（令和元年）12月 - 2022年までApple distinguished schoolに認定される。

## 著名な出身者
- 大田黒久美（女優）
- 内藤洋子（女優）
- 早瀬久美（女優）
- 岩間沙織（女優）
- ハニー・レーヌ（モデル・女優）
- 東原亜希（タレント）
- Jumelles（ピアノデュオ）
- 谷口令子（ラグビー選手）
- 榊原麻理子（フルーティスト）
- 舞空瞳（元宝塚歌劇団星組トップ娘役）
- Yucca（歌手）

## 交通
- 北鎌倉駅（JR横須賀線） 徒歩7分